# Mortal Kombat vs. DC Universe
Mortal Kombat vs. DC Universe — відеогра жанру файтинг, розроблена і випущена компанією Midway в 2008 році. Є кроссовером серії Mortal Kombat зі всесвітом DC Universe. Це перша гра в серії Mortal Kombat, розроблена виключно для ігрових консолей сьомого покоління.

## Сюжет
Після того, як вторгнення Шао Кана в Земне Царство було зупинено силами світла, Рейден випускає розряд блискавки в Шао Кана, коли той намагався втекти через портал. В той же час, на Землі, Супермен зупиняє вторгнення Дарксайда за допомогою теплового бачення, коли Дарксайд вже входить в тунель. Проте ці події не знищують обох лиходіїв, а навпаки зливають їх в одного — Дарк Кана, який об'єднує всесвіти  Mortal Kombat  і  DC Universe  воєдино. При цьому здібності персонажів стають нестійкими, викликаючи сильні спалахи «гніву», які фактично є почуттями Дарк Кана, що проявляються в персонажах. Через це деякі персонажі стають або сильнішими або слабкішими (що робить Супермена вразливим для магії і дає здатність Джокеру боротися з Рейденом). Персонажі кожного світу вважають, що інші персонажі складаються в армії вторгнення і б'ються один проти одного, поки від кожної сторони залишаються лише двоє: Рейден і Супермен. У фінальній битві між Рейденом і Суперменом, поки вони б'ються — Дарк Кан живиться їх гнівом, але кожен раптом розуміє, що інший не служить Дарк Кану і перемагає свій гнів, щоб знищити спільного ворога і відновити обидва всесвіти. В той час як всі персонажі вже перемістилися в оригінальні всесвіти, Дарксайд і Шао Кан розминулися і залишилися безсилими. У підсумку вони обидва залишаються навічно ув'язненими в різних всесвітах: Дарксайд заточений в Пеклі, в той час як Шао Кан спійманий в пастку у Фантомній Зоні.

## Персонажі
| Mortal Kombat | DC Comics      |
| ------------- | -------------- |
| Скорпіон      | Бетмен         |
| Райден        | Супермен       |
| Соня Блейд    | Чудо Жінка     |
| Кітана        | Жінка-Кішка    |
| Саб-Зіро      | Флеш           |
| Шан Цунг      | Капітан Марвел |
| Кано          | Джокер         |
| Лю Кан        | Зелений Ліхтар |
| Джакс         | Лекс Лютор     |
| Барака        | Дезстроук      |
| Шао Кан       | Дарксайд       |
| Дарк Кан      |                |